# 아리 폴만
아리 폴만(히브리어: ארי פולמן, Ari Folman, 1962년 12월 17일)은 이스라엘의 영화 감독, 각본가, 애니메이터, 영화 음악 작곡가이다. 그는 아카데미상 후보에 오른 애니메이션 다큐멘터리 영화 《바시르와 왈츠를》(2008)을 연출했으며, 실사와 애니메이션이 결합된 영화 《더 콩그레스》를 감독했다. 그는 미국 영화예술과학아카데미(AMPAS)의 회원이기도 하다.

## 생애 및 경력
아리 폴만은 1962년 이스라엘 하이파에서 태어났다. 그의 부모는 폴란드계 유대인 홀로코스트 생존자였다.
폴만은 1982년 레바논 전쟁 당시 이스라엘 방위군(IDF)에 복무했으며, 사브라-샤틸라 학살이 발생한 지역에 있었다.
2006년, 폴만은 Hot 3 채널의 유명 드라마 시리즈 《비티풀》(BeTipul)의 수석 작가로 활동했다. 19세의 병사였던 폴만이 1982년 사브라 샤틸라 학살 이후 겪은 기억이 《바시르와 왈츠를》 제작의 바탕이 되었다. 이 영화는 전쟁 당시의 기억을 되찾기 위해 치료를 받고, 과거 베이루트에서 함께 있었던 친구들과 다른 이스라엘인들과의 대화를 통해 자신의 기억을 복원하려는 여정을 담고 있다.
2018년, 폴만은 홀로코스트 희생자인 안네 프랑크의 일기를 데이비드 폴론스키가 삽화를 맡은 그래픽 노블로 각색했다.
2021년, 폴만은 안네 프랑크의 삶을 바탕으로 한 애니메이션 드라마 영화 《안네 프랑크를 찾아서》(Where Is Anne Frank)를 연출했다. 이 영화의 애니메이션 스타일은 2018년 그래픽 노블 《안네의 일기》를 위해 폴론스키가 그린 삽화를 기반으로 했다.
폴만의 아내 아나트 아술린(Anat Asulin) 또한 영화 감독이다. 2008년 기준으로 두 사람은 이스라엘의 텔아비브에 거주하고 있었다.

## 수상 및 업적
- 1996년 오빌상(이스라엘 아카데미상) 감독상 - 《세인트 클라라》

- 1996년 카를로비바리 국제영화제 심사위원 특별상 - 《세인트 클라라》

- 2006년 이스라엘 TV 아카데미상 드라마 시리즈 각본상(《비티풀》 공동 수상)

- 2007년 린 & 줄스 크롤 유대인 다큐멘터리 영화 펀드 수상[12] - 《바시르와 왈츠를》

- 2008년 오피르상 감독상 - 《바시르와 왈츠를》

- 2008년 오피르상 각본상 - 《바시르와 왈츠를》

- 2008년 골든 글로브 외국어영화상 - 《바시르와 왈츠를》[13][14]

- 2008년 미국 감독 조합상 다큐멘터리 최우수 감독상 - 《바시르와 왈츠를》[15]

- 2008년 미국 작가 조합상 다큐멘터리 최우수 각본상 - 《바시르와 왈츠를》

- 2009년 애니마페스트 자그레브 장편영화 대상 - 《바시르와 왈츠를》

- 2014년 도쿄 애니메이션 어워드 페스티벌 올해의 애니메이션상 - 《더 콩그레스》

## 필모그래피
- 《샤아난 씨》(Sha'anan Si, 1991, 단편 다큐멘터리, 오리 시반 공동 연출)

- 《세인트 클라라》(1996, 오리 시반 공동 연출)

- 《메이드 인 이스라엘》(2001)

- 《바시르와 왈츠를》(2008)

- 《더 콩그레스》(2013)

- 《안네 프랑크를 찾아서》(2021)